# 田川亨介
田川亨介（1999年2月11日—），日本足球運動員，司職前鋒，日本國家足球隊成員，現效力於蘇超球隊哈茨。

## 俱乐部生涯
田川亨介是鸟栖砂岩青训出身，2016年以日职联赛2种登录选手资格从鸟栖砂岩U18梯队提拔至鸟栖砂岩一线队，2017年被正式提拔至鸟栖砂岩一线队。
联赛首秀是在2017年3月5日对阵川崎前锋的比赛中替补登场，在同年4月8日鸟栖砂岩主场对阵新潟天鹅的比赛中打入联赛首球。
近日有外媒报道，英超莱斯特城有意引进鸟栖砂岩的前锋田川亨介。 
据日本媒体体育报知报道，本月13日，FC东京已确定通过完全转会的形式引进日本U20国脚、鸟栖砂岩前锋田川亨介并提供复数年的合同，近日将正式官宣。
日职联赛球队FC东京官方宣布，球队前锋田川亨介租借加盟葡超辛達卡拉，租期为一年半。
葡超第23轮，辛達卡拉2-1博維斯塔。田川亨介在第69分钟替补登场完成首秀，第75分钟攻进球队首球。帮助球队全取3分。

## 國家隊生涯
田川亨介一直是各年龄段日本国家队的成員，他曾经跟随日本U20足球代表队征战过在韩国举办的2017年U-20世界杯，并随日本U19足球代表队参加过在印尼举办的亚足联U-19锦标赛。
凭借宫代大圣梅开二度和田川亨介的破门，日本队3-0击败了墨西哥，完成了本次波兰U20世界杯的首场胜利。
田川亨介入选过2019年东亚足球锦标赛日本队大名单，并在对阵香港的比赛中打进1球。

## 外部連結
- （日語）J.League Data Site （页面存档备份，存于）
- 田川亨介 – FIFA國際賽競賽紀錄 (存檔)
- 日本職業足球聯賽中的田川亨介 （日語）
- Profile at Sagan Tosu （页面存档备份，存于）
- Soccerway資料庫：田川亨介